# Campionati europei di atletica leggera indoor 1988
I XIX campionati europei di atletica leggera indoor si sono svolti a Budapest, in Ungheria, presso il Budapest Sportcsarnok, dal 5 al 6 marzo 1988.

## Nazioni partecipanti
Tra parentesi, il numero di atleti partecipanti per nazione.
- Austria (10)
- Belgio (6)
- Bulgaria (24)
- Cecoslovacchia (18)
- Cipro (1)
- Danimarca (3)
- Finlandia (9)
- Francia (20)
- Germania Est (18)

- Germania Ovest (32)
- Grecia (4)
- Irlanda (3)
- Italia (28)
- Jugoslavia (8)
- Norvegia (4)
- Paesi Bassi (14)
- Polonia (8)
- Portogallo (8)

- Regno Unito (23)
- Romania (8)
- San Marino (1)
- Spagna (28)
- Svezia (9)
- Svizzera (4)
- Turchia (2)
- Ungheria (42)
- Unione Sovietica (23)

## Risultati

### Uomini
| Specialità | Oro                | Prestazione | Argento            | Prestazione | Bronzo               | Prestazione |
| Corse piane |                    |             |                    |             |                      |             |
| 60 m piani (dettagli) | Linford Christie   | 6"57        | Ronald Desruelles  | 6"60        | Valentin Atanasov    | 6"60        |
| 200 m piani (dettagli) | Nikolay Razgonov   | 20"62       | Nikolay Antonov    | 20"65       | Linford Christie     | 20"83       |
| 400 m piani (dettagli) | Jens Carlowitz     | 45"63       | Brian Whittle      | 45"98       | Ralf Lübke           | 46"25       |
| 800 m piani (dettagli) | David Sharpe       | 1'49"17     | Rob Druppers       | 1'49"45     | Gert Kilbert         | 1'49"46     |
| 1500 m piani (dettagli) | Ari Suhonen        | 3'45"72     | Ronny Olsson       | 3'46"16     | Rüdiger Horn         | 3'46"51     |
| 3000 m piani (dettagli) | José Luis González | 7'55"29     | Markus Hacksteiner | 7'56"04     | Mikhail Dasko        | 7'56"51     |
| Corse a ostacoli |                    |             |                    |             |                      |             |
| 60 m ostacoli (dettagli) | Aleš Höffer        | 7"56        | Jon Ridgeon        | 7"57        | Carlos Sala          | 7"67        |
| Corse su strada |                    |             |                    |             |                      |             |
| Marcia 5000 m (dettagli) | Jozef Pribilinec   | 18'44"40    | Roman Mrázek       | 18'44"91    | Sándor Urbanik       | 18'45"91    |
| Salti |                    |             |                    |             |                      |             |
| Salto in alto (dettagli) | Patrik Sjöberg     | 2,39 m      | Dietmar Mögenburg  | 2,37 m      | Sorin Matei          | 2,35 m      |
| Salto con l'asta (dettagli) | Rodion Gataullin   | 5,75 m      | Nikolai Nikolov    | 5,70 m      | Atanas Tarev         | 5,70 m      |
| Salto in lungo (dettagli) | Frans Maas         | 8,06 m      | László Szalma      | 8,03 m      | Giovanni Evangelisti | 8,00 m      |
| Salto triplo (dettagli) | Oleg Sakirkin      | 17,30 m     | Béla Bakosi        | 17,25 m     | Vasif Asadov         | 17,23 m     |
| Lanci |                    |             |                    |             |                      |             |
| Getto del peso (dettagli) | Remigius Machura   | 21,42 m     | Karsten Stolz      | 20,22 m     | Georgi Todorov       | 19,98 m     |
| record mondiale; record mondiale stagionale; record europeo; record europeo stagionale; record dei campionati; record nazionale; record personale; record personale stagionale. |                    |             |                    |             |                      |             |

### Donne
| Specialità | Oro                 | Prestazione | Argento            | Prestazione | Bronzo           | Prestazione |
| Corse piane |                     |             |                    |             |                  |             |
| 60 m piani (dettagli) | Nelli Fiere-Cooman  | 7"04        | Silke Gladisch     | 7"05        | Marlies Göhr     | 7"07 =      |
| 200 m piani (dettagli) | Ewa Kasprzyk        | 22"69       | Tatyana Papilina   | 22"79       | Silke Knoll      | 23"12       |
| 400 m piani (dettagli) | Petra Müller        | 50"28       | Helga Arendt       | 51"06       | Dagmar Neubauer  | 51"57       |
| 800 m piani (dettagli) | Sabine Zwiener      | 2'01"19     | Olga Nelyubova     | 2'01"61     | Gabi Lesch       | 2'01"85     |
| 1500 m piani (dettagli) | Doina Melinte       | 4'05"77     | Mitica Junghiatu   | 4'06"16     | Brigitte Kraus   | 4'07"06     |
| 3000 m piani (dettagli) | Elly van Hulst      | 8'44"50     | Vera Michallek     | 8'46"97     | Wendy Smith-Sly  | 8'51"04     |
| Corse a ostacoli |                     |             |                    |             |                  |             |
| 60 m ostacoli (dettagli) | Cornelia Oschkenat  | 7"77        | Marjan Olyslager   | 7"92        | Mihaela Pogăcean | 7"92        |
| Corse su strada |                     |             |                    |             |                  |             |
| Marcia 3000 m (dettagli) | María Reyes Sobrino | 12'48"99    | Dana Vavracová     | 12'51"08    | María Cruz Díaz  | 12'55"03    |
| Salti |                     |             |                    |             |                  |             |
| Salto in alto (dettagli) | Stefka Kostadinova  | 2,04 m      | Heike Redetzky     | 1,97 m      | Larisa Kositsyna | 1,97 m      |
| Salto in lungo (dettagli) | Heike Drechsler     | 7,30 m      | Galina Chistyakova | 7,24 m      | Jolanta Bartczak | 6,62 m      |
| Lanci |                     |             |                    |             |                  |             |
| Getto del peso (dettagli) | Claudia Losch       | 20,39 m     | Larisa Peleshenko  | 20,23 m     | Kathrin Neimke   | 20,20 m     |
| record mondiale; record mondiale stagionale; record europeo; record europeo stagionale; record dei campionati; record nazionale; record personale; record personale stagionale. |                     |             |                    |             |                  |             |

## Medagliere
Legenda
     Paese ospitante
| Posizione | Paese            | Oro | Argento | Bronzo | Totale |
| --------- | ---------------- | --- | ------- | ------ | ------ |
| 1         | Germania Est     | 4   | 1       | 4      | 9      |
| 2         | Unione Sovietica | 3   | 4       | 3      | 10     |
| 3         | Paesi Bassi      | 3   | 2       | 0      | 5      |
| 3         | Cecoslovacchia   | 3   | 2       | 0      | 5      |
| 5         | Germania Ovest   | 2   | 5       | 4      | 11     |
| 6         | Spagna           | 2   | 0       | 2      | 4      |
| 7         | Bulgaria         | 1   | 2       | 3      | 6      |
| 8         | Romania          | 1   | 1       | 2      | 4      |
| 9         | Svezia           | 1   | 1       | 0      | 2      |
| 10        | Polonia          | 1   | 0       | 1      | 2      |
| 11        | Finlandia        | 1   | 0       | 0      | 1      |
| 12        | Ungheria         | 0   | 2       | 1      | 3      |
| 13        | Svizzera         | 0   | 1       | 1      | 2      |
| 14        | Italia           | 0   | 0       | 1      | 1      |
| Totale    | Totale           | 24  | 24      | 24     | 72     |